# 第四十八国立銀行
第四十八国立銀行（だいしじゅうはちこくりつぎんこう）は、明治期に設立された銀行で、秋田県初めての銀行。秋田銀行の前身。

## 概要
1877年（明治10年）、豪商・菅礼治と士族・佐藤政忠、土門皓哉、瀬川徳助、戸村義得、佐竹義純の6名が発起人となり銀行設立を出願、1879年（明治12年）に秋田県下第一大区二小区茶町菊ノ丁22番地（現在の秋田市大町2丁目四番三十七号）にて開業。開業時の資本金は6万円、初代頭取には戸村義得、支配人には菅礼治がそれぞれ就任。
1898年（明治31年）営業満期国立銀行処分法により株式会社第四十八銀行に改称し私立銀行となった。この時の資本金20万円。
1941年（昭和16年）に旧秋田銀行、湯沢銀行と合併し株式会社秋田銀行を新たに設立した。これに伴い、最後の頭取となった3代目金之助は、新たに誕生した秋田銀行の副頭取となった。

## 沿革
- 1877年（明治10年）4月28日：出願。
- 1878年（明治11年）11月17日：開業免状下付。
- 1879年（明治12年）1月4日：開業。
- 1898年（明治31年）1月1日：株式会社第四十八銀行に改称。
- 1925年（大正14年）4月15日：船川銀行[注 1]を合併し船川、北浦、船越、大久保、二ツ井支店開設。
- 1941年（昭和16年）10月20日：旧秋田銀行、湯沢銀行と合併し、株式会社秋田銀行を新立。

## 歴代頭取
| 代 | 氏名            | 期間                          | 備考 |
| -- | --------------- | ----------------------------- | ---- |
| 1  | 戸村義得        | 1879年1月4日〜1880年1月11日   |      |
| 2  | 菅礼治          | 1880年1月11日〜1899年4月8日   |      |
| -  | 空席            | 1899年4月9日〜1907年7月20日   |      |
| 3  | 2代目本間金之助 | 1907年7月21日〜1929年1月14日  |      |
| 4  | 3代目本間金之助 | 1929年1月22日〜1941年10月20日 |      |

## 店舗その後

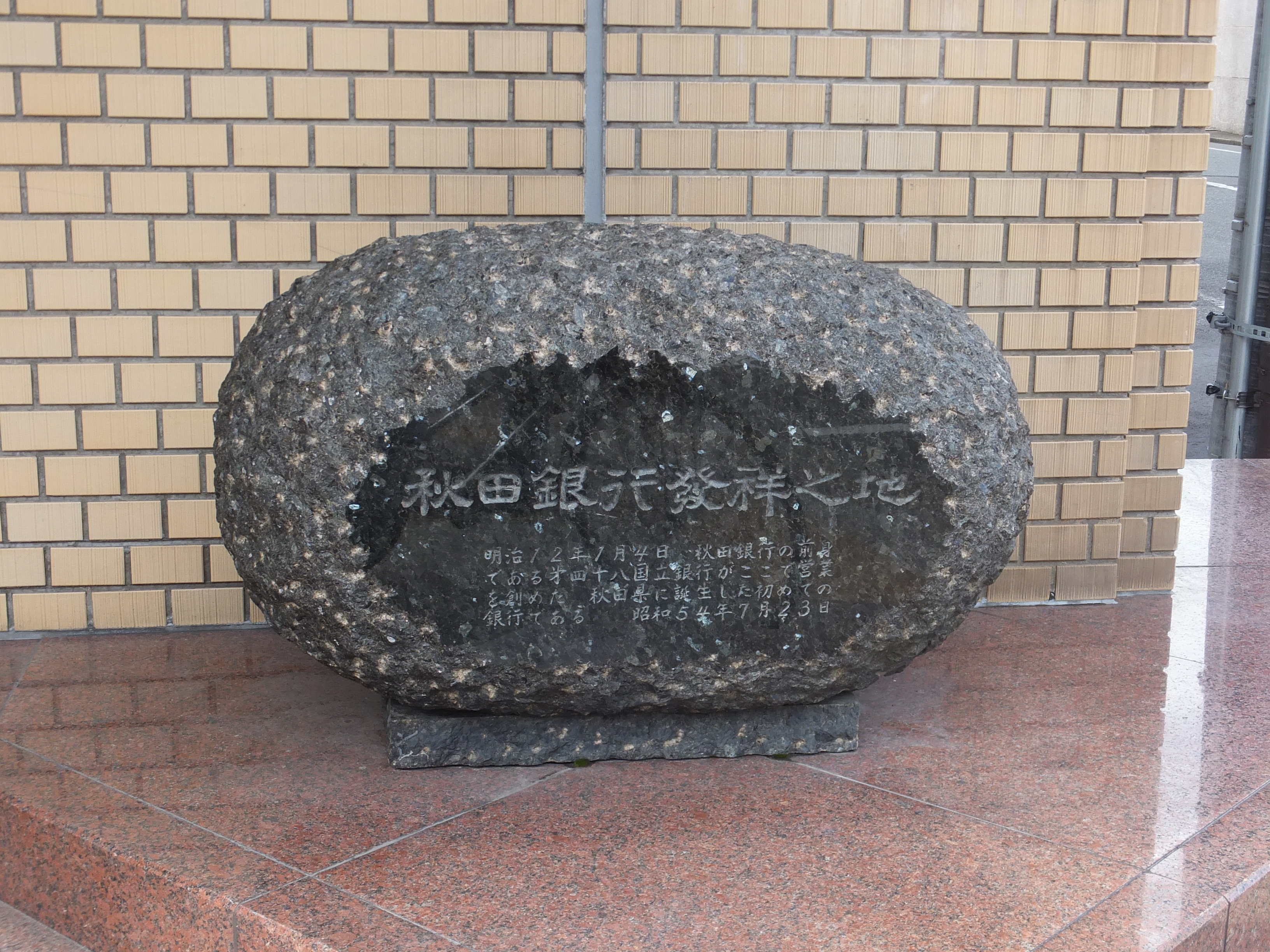
秋田第一ビルディング入口にある「秋田銀行發祥之地」碑

- 本店→秋田銀行本店営業部(1971年、山王に新本店が竣工し移転。その後、大町支店が、現在の秋田市立赤れんが郷土館から移転入居していたが、1979年に同支店[注 2]が1Fに入居する形となった「秋田第一ビルディング」が建設され、正面右手側の支店出入口の横には「秋田銀行發祥之地」と刻まれた石碑が建立されている)
- 馬口労町出張所→秋田銀行馬口労町支店（1959年に現在地に移転）。2023年7月10日、本店営業部内に移転。
- 大館支店→秋田銀行大館支店(1958年に現在地に移転し、1981年に現店舗が落成)
- 鷹巣支店→秋田銀行鷹巣支店(1952年に移転後、1973年に再度移転、2017年12月4日に隣接する敷地内に新築)
- 花輪支店→秋田銀行花輪支店(1957年に建て替え後、1987年に現在地に移転)
- 矢島支店(当初は出張所として設置)→秋田銀行矢島支店(1977年に現店舗落成)